# Kriegsdenkmünze für 1864

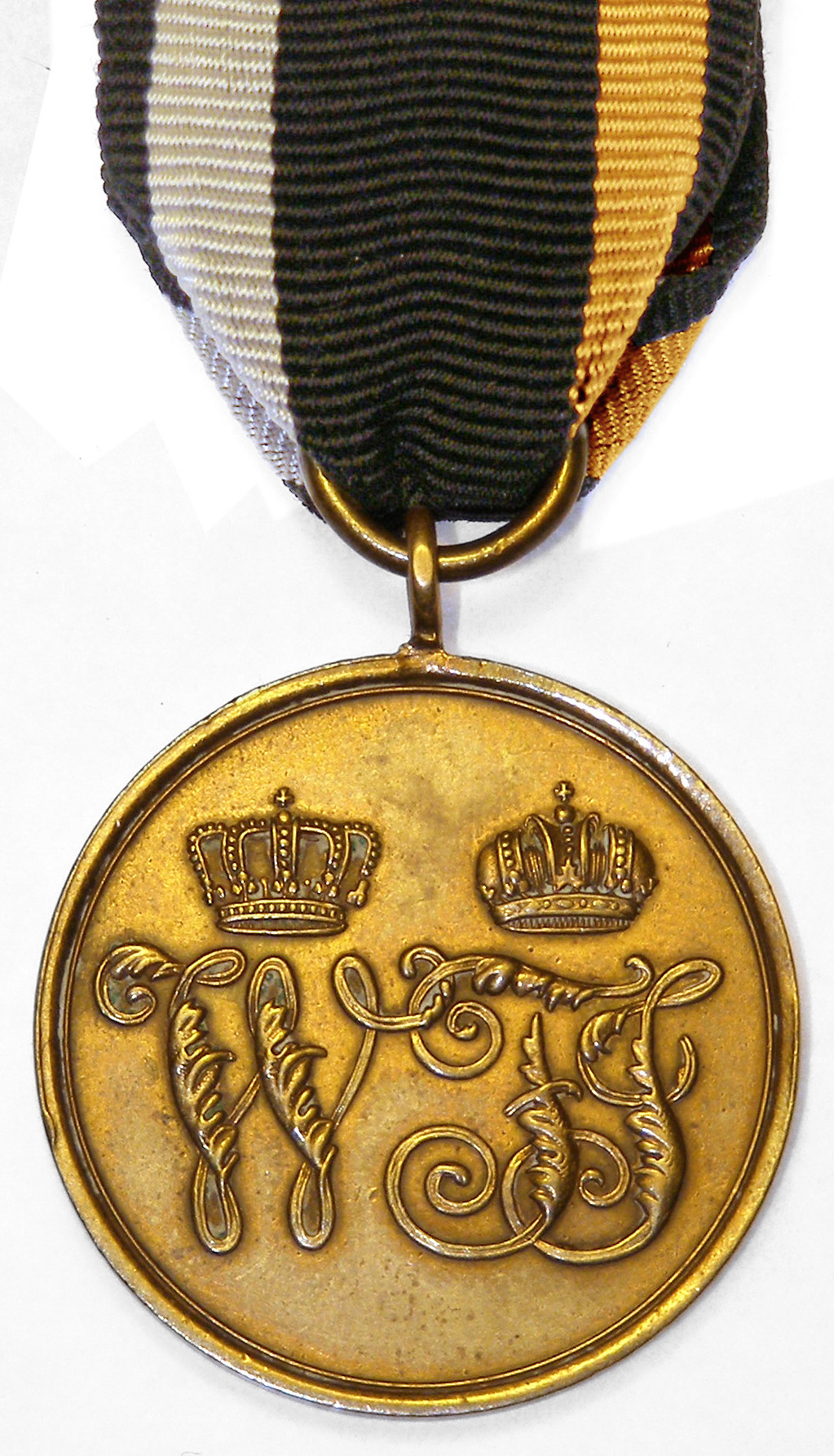
Kriegsdenkmünze für 1864 – Vorderseite

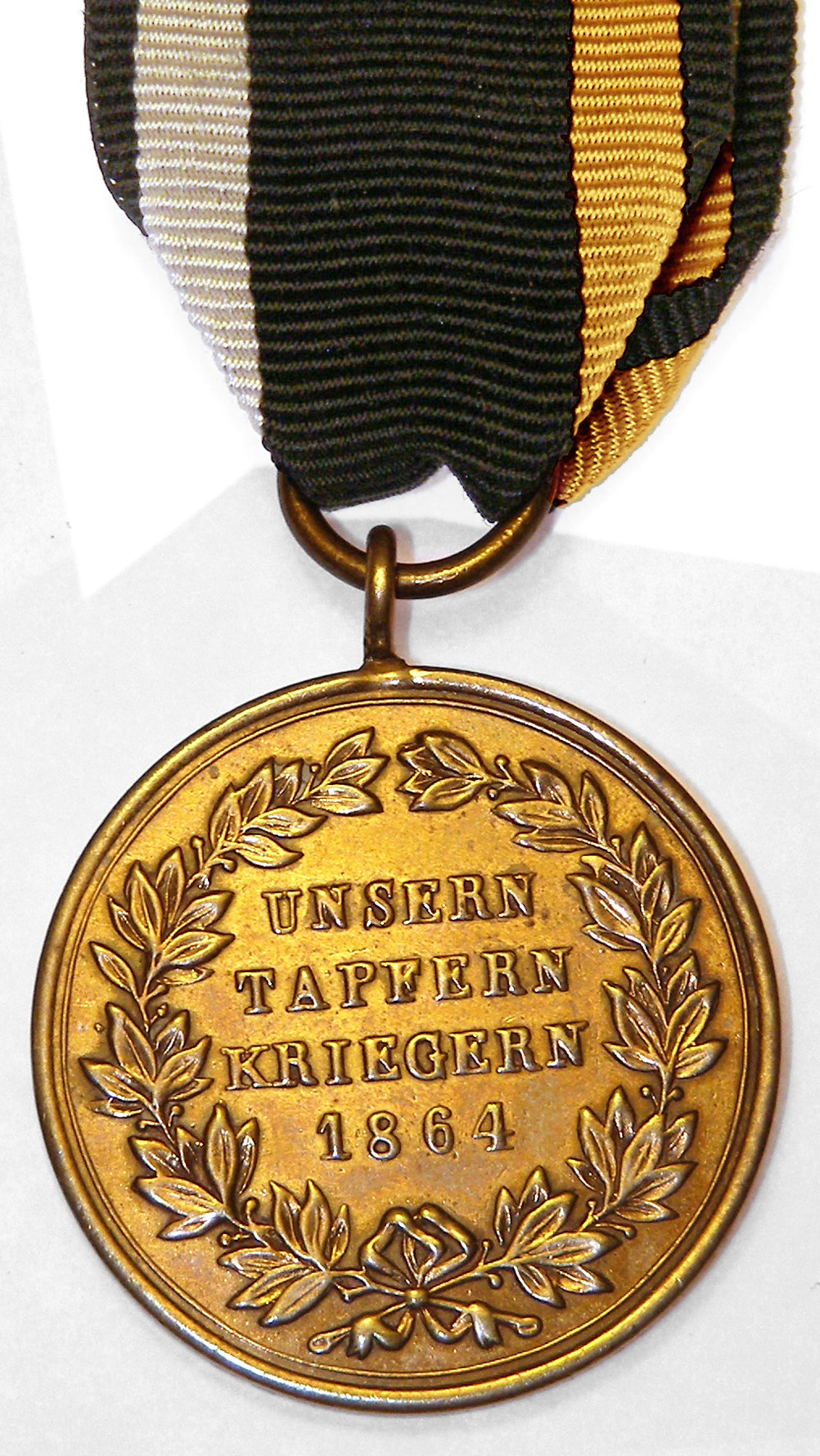
Kriegsdenkmünze für 1864 – Rückseite

Die Kriegsdenkmünze für 1864 wurde am 10. November 1864 gemeinsam von König Wilhelm I. von Preußen und Kaiser Franz Joseph von Österreich gestiftet und sollte alle Personen belohnen, die sich dienstlich militärisch oder zivil im Krieg gegen Dänemark 1864 bewährt haben.
Gefertigt wurde die runde Medaille (Diameter 29 mm) für Kombattanten aus der Bronze erbeuteter Geschütze und zeigt von links nach rechts die jeweils gekrönten Initialen der Stifter  W  und  FJ . Bei der österreichischen Denkmünze ist die Anordnung der Initialen und Bandfarben umgekehrt.
Rückseitig von einem unten zusammengebundenen Lorbeerkranz umschlossen die vierzeilige Inschrift UNSERN TAPFERN KRIEGERN 1864. Im Rand findet sich die Gravur AUS EROBERTEM GESCHUETZ.
Preußen verlieh die Auszeichnung auch an Nichtkombattanten in geschwärztem Stahl ohne Randgravur. Rückseitig von einem unten zusammengebundenen Eichenlaubkranz umschlossen die Jahreszahl 1864.
Die originalen Medaillen unterscheiden sich ebenfalls bei den Ösen; die preußische hat eine breite gerillte Öse – die dazugekauften Zweitstücke für die Ordensspange nur eine schmale ohne Rillen [wie auf der Darstellung] – während die österreichische eine Kugelöse hat.
Das preußische Ordensband (33 mm breit) der Medaille (für Kombattanten und Nichtkombattanten) ist schwarz mit einem weißen und gelben (je 7 mm breiten) Seitenstreifen. Die Auszeichnung wurde am Band, die österreichische Auszeichnung am Dreiecksband, auf der linken Brustseite getragen.